# Vincent Onovo
Vincent Onovo (Abuja, 10 de dezembro de 1995) é um futebolista nigeriano que atua como médio defensivo. Já atuou no Inter Turku, hoje atua no HJK Helsinki.